# شين هيراياما
شين هيراياما (باليابانية: 平山信) هو عالم فلك ياباني، ولد في 10 يونيو 1867 في طوكيو في اليابان، وتوفي في 6 فبراير 1945 في سوا في اليابان.